# George Medhurst
George Medhurst (ur. 1759 r., zm. 1827 r.) – brytyjski inżynier, twórca pierwszej linii kolei atmosferycznej.